# Вакцинація проти COVID-19 в Україні

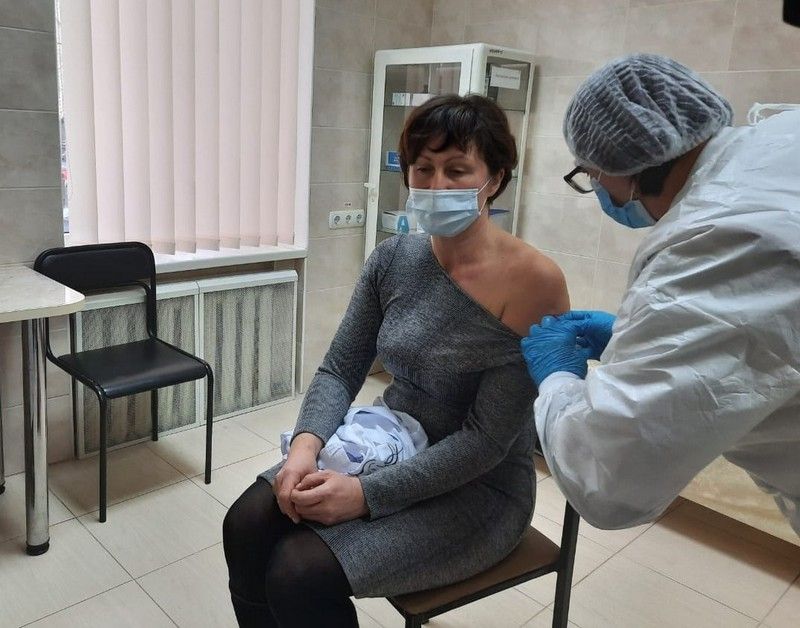
Лікар Людмила Бойко отримує перше щеплення у Вінницькій області (лютий 2021 р.)

Кампанія вакцинації проти COVID-19 в Україні — це постійна кампанія масової імунізації проти пандемії COVID-19 в Україні.
Програма вакцинації в Україні стартувала 25 лютого 2021 року і з цього дня по 4 листопада 2021 року в Україні було зроблено 23 775 008 щеплень, відтак повністю вакцинованими були 10 610 359 (тобто 25% населення України) і близько 3 мільйонів вакциновані однією дозою. Цей показник є одним із найнижчих серед країн Європи.. В Україні використовуються вакцини чотирьох різних виробників — AstraZeneca (станом на 3 листопада — 17,2 % усіх щеплень), Sinovac (CoronaVac, 29,6 %), Pfizer-BioNTech (41,7 %), Moderna (11,5 %).
У березні 2021 року близько половини населення не планували вакцинуватися. За результатами опитування в серпні 2021 року 56 % українців не планували вакцинуватися.
Щепленим українцям не обов'язково суворо дотримуватися карантинних правил системи епідеміологічної зони України («зелена», «жовта» та «червона»). Вакцина безкоштовна для всіх українців.

## Хід вакцинації
Україні пропонували вакцину Sputnik, вироблену в Росії, але в лютому 2021 року Україна відмовилася її купувати або реєструвати, а відтак від осіб вакцинованих Sputnik, при в'їзді в країну вимагалося проходження тесту на COVID.

##### Старт кампанії
Вакцинація проти COVID-19 в Україні розпочалася 24 лютого 2021 року вакциною AstraZeneca, що була офіційно зареєстрована в Україні лише днем раніше. 13 квітня в Україні розпочався процес вакцинації населення препаратом CoronaVac, яка була зареєстрована 9 березня, а перша партія прибула в Україну 25 березня. 19 квітня в Україні також почали застосовувати вакцину Pfizer, що надійшла в Україну трьома днями раніше в рамках компанії Covax. 20 липня окрім цих трьох вакцин почали застосовувати вакцину Moderna
Темпи вакцинації в Україні були надзвичайно повільними порівняно з іншими європейськими країнами. Основними причинами є відсутність вакцин (жодна з вакцин не виробляється в Україні), дезінформація в соцмережах про дію вакцин (за даними Атлантичної Ради, насамперед, підтримуваними Росією сторонами) та сильний скептицизм серед населення. У першому кварталі 2021 року було вакциновано лише близько 230 тисяч українців, що становить 0,4 % населення.

##### Літо 2021
Згідно з планом міністра охорони здоров'я , Віктора Ляшка на червень 2021 року, до кінця літа мають бути повністю вакциновані п'ять мільйонів людей. По факту цей план було виконано станом на 16 вересня 2021 року. Ще оптимістичнішим був президент України В. Зеленський, заявивши, що «До Дня Незалежності більшість українців, які потребують щеплення від COVID-19, мають отримати вакцину». Фактично станом на 24 серпня 2021 були повністю вакциновані лише 3,2 млн осіб.
У червні 2021 року почалася вакцинація державних службовців, прокурорів і суддів, але жодної першої дози не було введено людям старше 60 років, людям із хронічними захворюваннями (наприклад, цукровий діабет) та хворим на рак.
15 червня 2021 року депутати українського парламенту (422 особи) були вакциновані вакциною Pfizer–BioNTech від COVID-19, кілька депутатів заявили, що їх не повідомили, що вони будуть вакциновані саме цією вакциною. 21 вересня 2021 року депутат від фракції « Слуга народу» Михайло Радуцький заявив, що 50 % нардепів не вакциновані. З 14 по 20 червня від коронавірусу вакцинували 367 тисяч українців: першу дозу отримали 246 339 осіб, другу — 121 654 людини.

##### Осінь 2021
20 вересня 2021 Міністр охорони здоров'я Віктор Ляшко заявив, що з 15 червня по 15 вересня 92 % госпіталізованих з COVID-19 не були вакциновані і 99,2 % випадків зареєстрованих смертей від COVID-19 також припадали на невакцинованих.
Розслідування наприкінці вересня 2021 року, проведене Радіо Вільна Європа, виявило масовий ринок підроблених сертифікатів про вакцинацію від COVID-19. Цей попит (на підроблені сертифікати про щеплення від COVID-19) особливо зріс після того, як Європейський Союз погодився визнати українські цифрові документи про щеплення.
Попит на вакцинацію зріс після того, як наприкінці жовтня 2021 року нові інфекції та смертність почали бити рекорди З 15 по 21 жовтня в Україні було щеплено майже 1 мільйон людей. Проте станом на кінець жовтня 2021 Україна залишалась однією з найменш вакцинованих країн Європи. Невідома кількість українців придбала незаконний підроблений сертифікат вакцини від COVID-19 (вартістю від $ 20 до $ 200, в окремих випадках до $ 380). Станом на 25 жовтня (2021 року) в Україні відкрито понад 800 кримінальних справ за підроблені довідки або тести на коронавірус. Також 25 жовтня українська влада повідомила про рекордний щоденний рекорд — 734 смертельні випадки від коронавірусу.

## Постачання вакцин
За шість місяців 2021 року в Україну було доставлено 5,1 мільйона доз вакцин проти COVID-19, це 1,9 мільйона доз CoronaVac, 1,6 мільйона доз вакцини Oxford–AstraZeneca та 1,6 мільйона доз вакцини Pfizer–BioNTech. До кінця червня 2021 року було укладено контракти на постачання 37,3 мільйона доз вакцин, у тому числі 20 мільйонів доз вакцини Pfizer–BioNTech, десяти мільйонів доз вакцини Novavax, 5,3 мільйона доз CoronaVac та двох мільйонів доз вакцини. вакцина Оксфорд-АстраЗенека. 5 липня 2021 року в Україні затвердили вакцину Janssen COVID-19. У липні 2021 року в Україні почали вакцинувати вакциною від COVID-19 Moderna.
12 липня канцлер Німеччини Ангела Меркель заявила, що Україна отримає від Німеччини 1,5 мільйона доз вакцини від коронавірусу.
На середину вересня 2021 року в Україні було 10 мільйонів вакцин від чотирьох різних виробників.
На початку 2021 року Росія знову запропонувала поставити Україні вакцину Sputnik, але Україна знову відмовилася купувати або реєструвати цю вакцину.

## Центри вакцинації

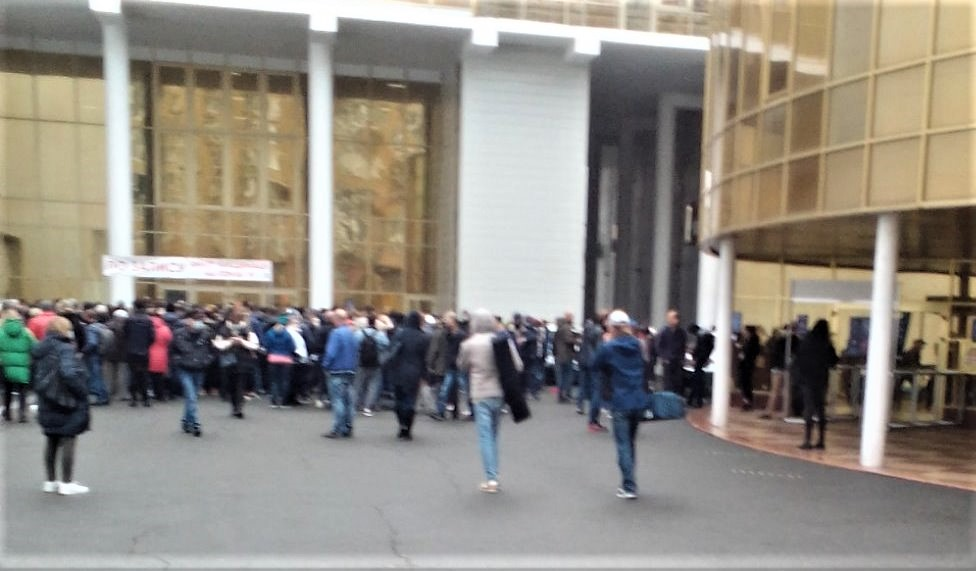
Черга на вакцинацію в МВЦ у Києві, листопад 2021

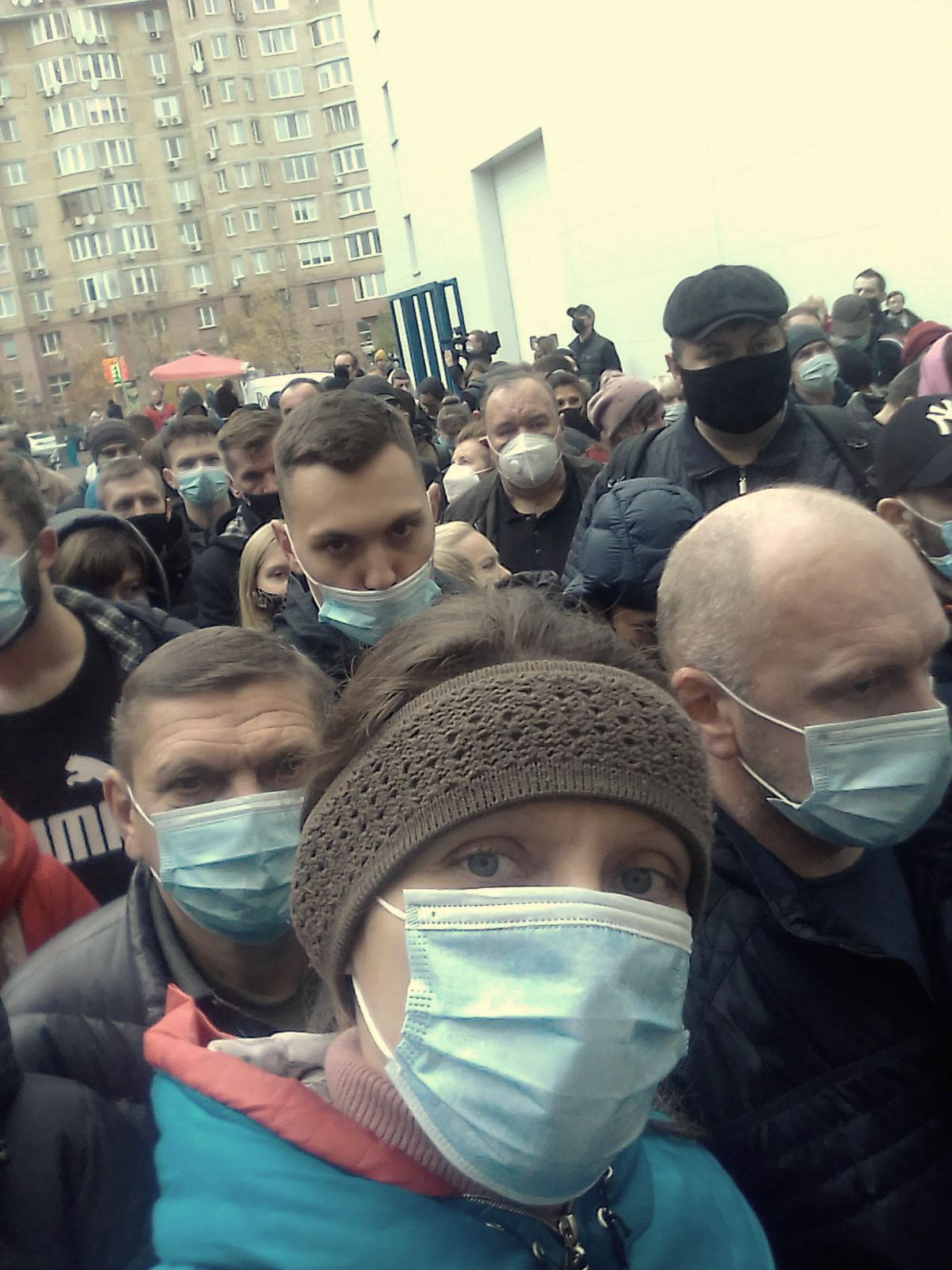
Черга на вакцинацію в МВЦ у Києві, листопад 2021

У середині серпня 2021 року українців вакцинували 804 мобільні бригади та 2755 стаціонарних вакцинаційних пунктів та 324 вакцинаційні центри. Станом на 3 листопада 2021 діяли 1 082 мобільні бригадами з імунізації, 3 254 пункти щеплення та 421 центр вакцинації населення.
Біля пунктів вакцинації спостерігаються великі черги. В окремих випадках ситуація погіршувалась через збій електронних черг. Напередодні оголошення карантину у листопаді 2021 черги збільшились.

## Обмеження щодо нещеплених/обов'язкових щеплень

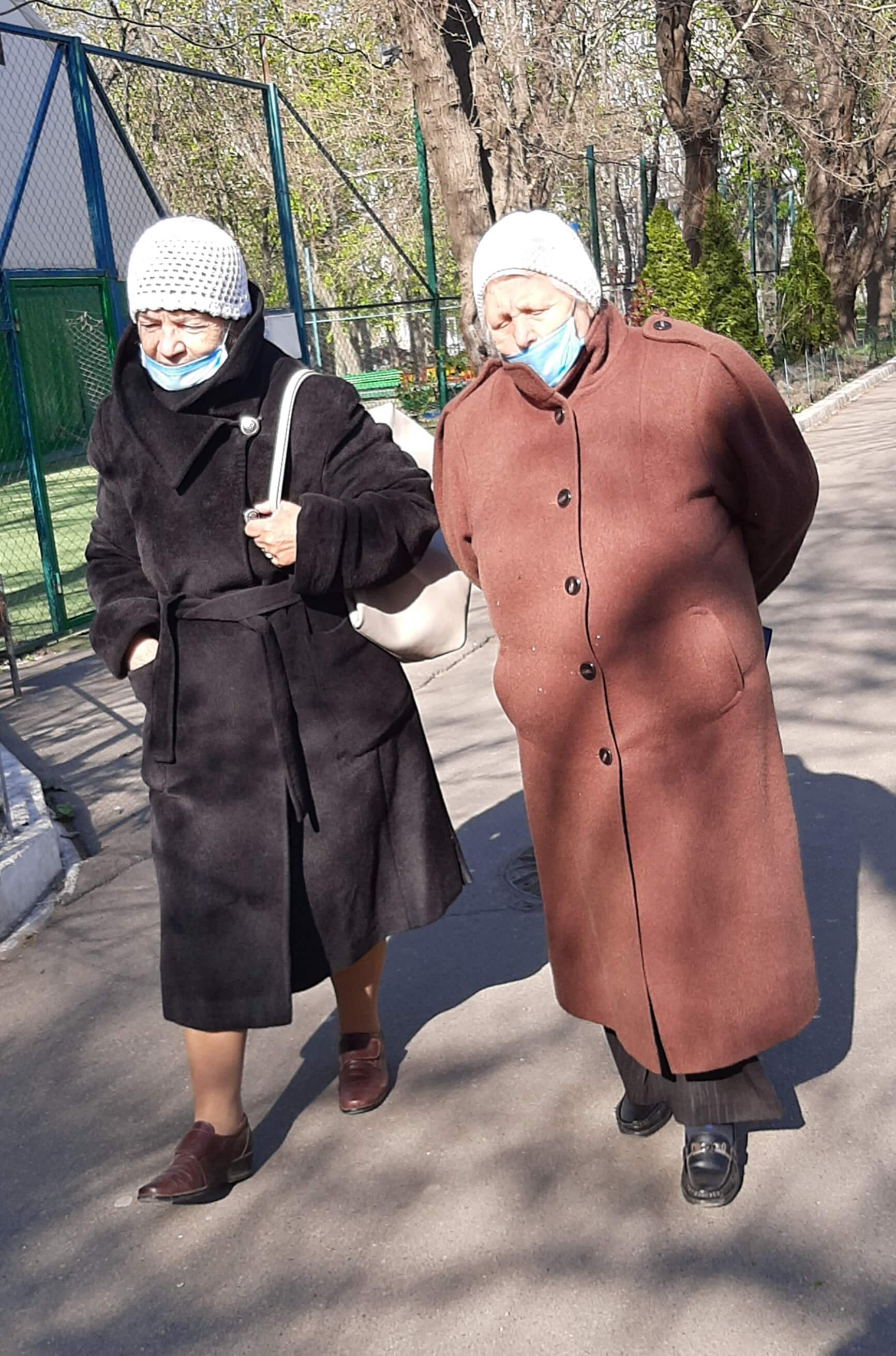
Обов'язкове носіння масок в громадських місцях в Одесі (квітень 2020 р.)

Кабінет Міністрів України встановив чотири різні рівні епідемічної небезпеки:
- «зелена» зона; де є вимога про обов'язкове носіння масок у громадських будівлях та транспорті
- «жовта» зона; де (окрім маскового режиму та необхідності дотримання дистанції) заборонено проведення масових заходів за участю більше однієї особи на 4 квадратні метри площі приміщення чи території, скупчення кінотеатрів та інших закладів культури забороняється більше 50 % місць, забороняється скупчення спортивних залів і фітнес-центрів більш ніж однією особою на 10 квадратних метрів і закривається робота навчальних закладів, за винятком тих, де не менше 80 % працівників мають « жовтий» або «зелений» сертифікат COVID
- «червона» епідеміологічна зона; де забороняється робота закладів громадського харчування (крім адресних замовлень на доставку та винос) та торгово-розважальних центрів, кінотеатрів, театрів, розважальних закладів, закладів культури (крім історико-культурних заповідників), кіно- і відеозйомки, не будуть закриті продовольчі ринки та магазини, спортивні зали, басейни та фітнес-центри, навчальні заклади, масові заходи (крім офіційних спортивних заходів та матчів команд, що займаються спортом без глядачів), готелі, гуртожитки тощо;

Власники бізнесу можуть використовувати підтверджені державою «жовті» сертифікати для тих, хто отримав разову дозу вакцини від коронавірусу, і «зелені» сертифікати для тих, хто отримав усі необхідні щеплення для дотримання правил карантину. Вищезгадані обмеження щодо «кольорової зони» не застосовуватимуться, якщо весь персонал та всі відвідувачі, крім тих, кому не виповнилося 18 років, повністю вакциновані проти COVID-19.
9 червня 2021 року всі регіони України були введені в «зелену» зону карантину. 23 вересня 2021 року вся Україна потрапила в «жовту» зону, а в період з 15 жовтня до 1 листопада більшість регіонів України були визнані «червоною» зоною
22 вересня 2021 року міністр охорони здоров'я Віктор Ляшко повідомив, що його міністерство планує затвердити перелік професій, які підлягають обов'язковій вакцинації (від коронавірусної інфекції). Реалізація цього плану відбулась 7 жовтня, проте фактично, відповідно до наказу МОЗ, список був омежений лише працівниками освіти та працівниками центральних органів виконавчої влади, місцевих державних адміністрацій. Постанова спричинила до інтенсифікації процесу вакцинації до 300 тисяч вакцинацій на добу станом на кінець жовтня Незважаючи на це станом на 19 листопада 2021 майже 3,5 тисячі невакцинованих вчителів було відсторонено від роботи.

## Несприятливі події після імунізації
МОЗ України здійснює моніторинг та реєстрацію несприятливих подій після імунізації. Станом на 21 вересня 2021 в Україні було зафіксовано 95 випадків смерті після вакцинації, проте 77 з них були визнані МОЗ такими, що не мали зв'язку з вакцинацію, а решта 18 лишались нерозслідуваними. Частота розвитку анафілактичних шоків до кількості введених доз вакцин проти COVID-19 становила 0,0002 %.Станом на 15 листопада 2021 було зафіксовано 124 смерті після вакцинації, проте жоден не був визнаний чиновниками МОЗ таким, що стався внаслідок вакцинації.

## Громадська думка

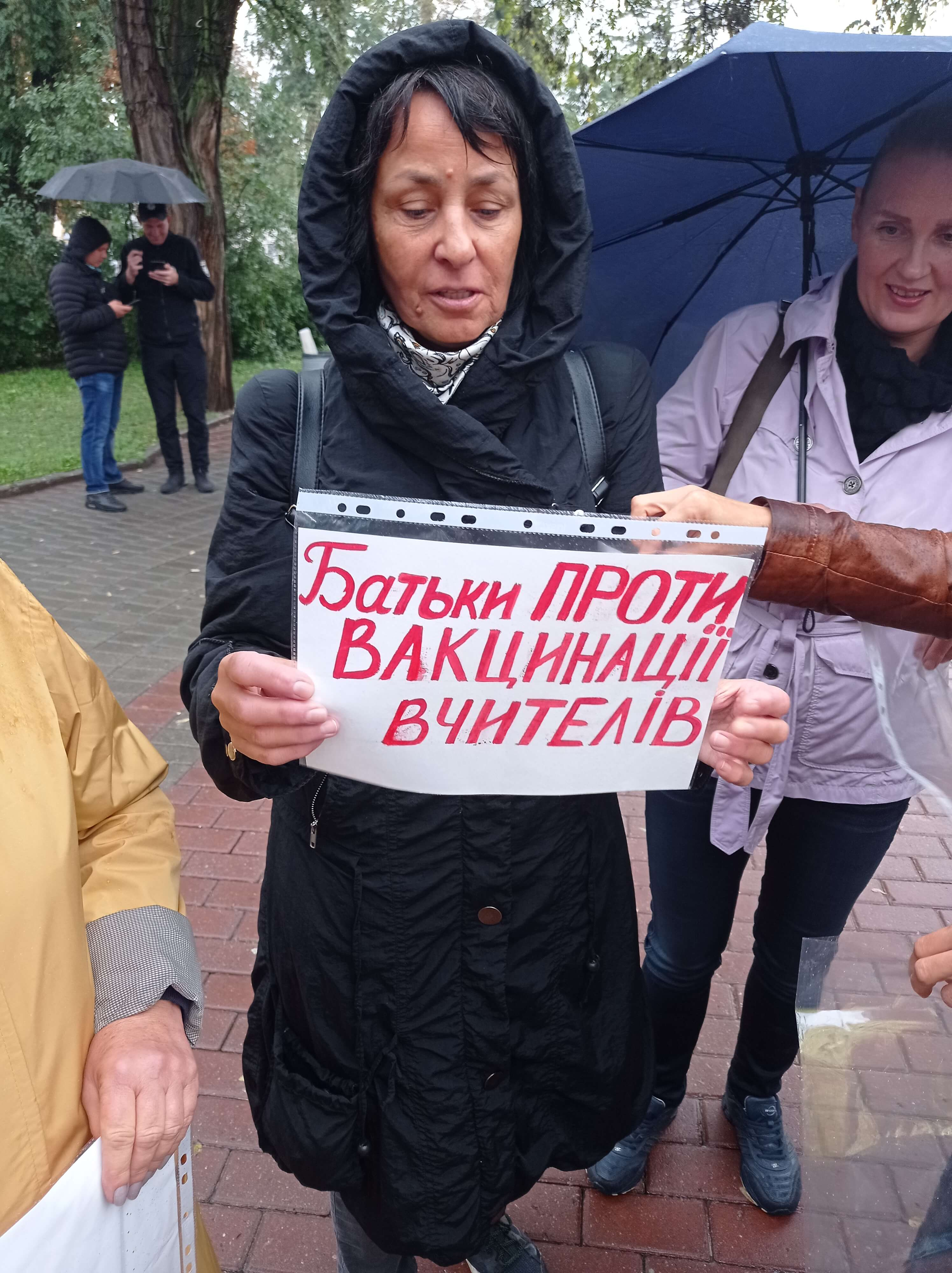
Протест проти вакцинації в Чернігові (вересень 2021 р.)

Скептичне ставлення до вакцин в Україні переважало і до пандемії COVID-19. Відповідаючи на опитування 2019 року, лише 29 % українців сказали, що вакцини безпечні. Скептицизм щодо вакцин також є значним серед медичних працівників в Україні: за даними ЮНІСЕФ сягав рівня 40 %. У березні 2021 року близько половини населення не планували робити щеплення від COVID-19, навіть якщо вакцина була б доступна.
Згідно з опитуванням Міжнародного республіканського інституту та соціологічної групи «РЕЙТИНГ» у травні 2021 року у містах Львів, Вінниця, Суми, Ужгород та Івано-Франківськ найвищий рівень бажаючих вакцинуватися. Найменше зацікавлених у вакцинації проживали в Маріуполі, Дніпрі, Запоріжжі, Сєвєродонецьку та Миколаєві.
15 червня 2021 року Центр Разумкова оприлюднив опитування, згідно з яким 43 % українців не мають наміру робити щеплення від коронавірусу.
У серпні 2021 року 56 % українців, опитаних Фондом « Демократичні ініціативи» імені Ілька Кучеріва, не планували вакцинуватися. У цьому ж опитуванні 52 % висловилися проти обов'язкової вакцинації проти COVID-19. Це ж опитування також показало, що 23 % опитаних вважають вакцинацію ефективним засобом захисту від COVID-19. Найбільш обраними ефективними методами профілактики коронавірусної хвороби (за даними опитування українців у серпні 2021 року) були «миття рук після виходу з вулиці» (54 %), «тримання дистанції від інших» (42 %), «уважне ставлення до здоров'я». -бути та здоров'я оточуючих" (39 %) та " носіння маски " (36 %).
Існують дані про те, що скептичні настрої населення щодо вакцинації підігріваються із Росії. Зокрема, 17 вересня 2021 року Служба безпеки України заявила, що (у Дніпрі) призупинила кампанію онлайн-операцій впливу, яка оперувала 5000 ботами «на замовлення кураторів з РФ» з метою та зриву національної вакцинації в Україні. Значну роль в цьому процесі грає УПЦ МП, влаштовуючи «хресні ходи» проти вакцинації.

## Акції протесту
3 листопада 2021 року в Києві декілька тисяч людей взяли участь в мітингу проти вакцинації від COVID-19 та обмежувальних заходів, запроваджених у зв'язку із пандемією. Учасники акції заблокували у кількох місцях рух транспорту в урядовому кварталі.. Акція висвітлювалась українськими ЗМІ неоднозначно.

## Див також
- Вакцинація проти COVID-19